# Giardia
Giardia (dal nome del biologo francese Alfred Giard) è un genere di organismi unicellulari Protozoi Flagellati, appartenenti all'ordine dei Diplomonadini. Tutte le specie del genere Giardia sono parassiti intestinali di varie specie di Vertebrati; sono ospitate anche nell'uomo, dove causano la malattia detta giardiasi.

## Struttura
Si presentano sotto forma di cisti nel passaggio da un ospite all'altro e di trofozoiti nell'intestino dell'ospite.
Le cisti sono ovoidali (11-15 µm x 7-10 µm), rigide, dotate di 2 o 4 nuclei. Sono protette da un rivestimento esterno spesso 0,3-0,5 µm, composto da uno strato esterno filamentoso, rifrangente, e da uno strato interno membranoso.
I trofozoiti sono di forma variabile, più o meno rotondeggiante a seconda delle specie, di lunghezza compresa tra i 10 e i 20 µm e larghezza tra i 5 e 10 µm, a simmetria bilaterale. Comprendono uno o due corpi mediani, 4 coppie di flagelli (anteriore, posteriore, caudale e ventrale) e un disco ventrale, due nuclei privi di nucleoli.

## Storia e classificazione
Il genere è stato descritto per la prima volta da Antoni van Leeuwenhoek (1681) esaminando al microscopio le proprie feci diarroiche, e successivamente in maniera più precisa (ma assegnata al genere Cercomonas) da Vilém Lambl (1859); dal nome di quest'ultimo deriva la denominazione alternativa lamblia, applicata da alcuni autori all'intero genere e da altri alla sola variante umana (Giardia lamblia).
Il primo utilizzo della denominazione Giardia risale al 1882 (Kunstler) ed è relativo a un organismo isolato nel girino (forse G. agilis). Sono stati successivamente proposti i nomi di Lamblia intestinalis (Stiles, 1902), G. lamblia (Kofoid e Christiansen, 1915) e G. enterica (id., 1920).
Come in tutti i protozoi, il meccanismo di riproduzione (che si ritiene di natura asessuata) pone alcune difficoltà nell'individuare caratteri validi per una suddivisione in specie, tra cui l'impossibilità di condurre esperimenti di accoppiamento. I risultati degli esperimenti di trasmissione incrociata tra specie ospite sono risultati anch'essi non conclusivi.
Di conseguenza, si sono sviluppate nel tempo due tendenze tassonomiche distinte, l'una orientata a classificare gli organismi in base all'ospite (arrivando a proporre 40 specie distinte), l'altra in base a caratteri morfologici riconoscibili al microscopio ottico, in particolare a livello del corpo mediano. Quest'ultima distingue tre specie:
- G. lamblia (per la quale alcuni autori sostengono il nome di G. duodenalis e altri di G. intestinalis), caratterizzata da trofozoite in forma di pera, con uno o due corpi mediani in forma di artiglio, presente nell'uomo e in altri mammiferi
- G. agilis, caratterizzata da trofozoite più lungo e sfinato, con un corpo mediano in forma di lacrima, presente negli anfibi
- G. muris, caratterizzata da trofozoite più corto e arrotondato, con un corpo mediano più piccolo e tondeggiante, presente nei roditori

In tempi più recenti, l'analisi al microscopio elettronico ha consentito di descrivere altre specie distinte all'interno dell'isolato di G. lamblia, quali G. psittaci, presente nel parrocchetto, e G. ardeae, presente nell'airone. È stata infine suggerita una nuova specie, G. microti, presente nell'arvicola e nel topo muschiato, in base a differenze morfologiche nelle cisti osservate per micrografia elettronica e a livello genetico.
Sempre sulla base delle sequenze geniche, le più recenti proposte (Cavalier-Smith, 1996, 2003) pongono il genere Giardia nella seguente classificazione: regno Protozoa, sottoregno Archezoa, subphylum Eopharyngia, classe Trepomonadea, sottoclasse Diplozoa, ordine Giardiida, famiglia Giardiidae.

## Epidemiologia
G. lamblia è diffusa in tutto il mondo. Si trova in particolar modo in ambiente acquatico, meglio se frequentato da animali serbatoio come roditori selvatici. L'uomo può ingerire il parassita bevendo acque contaminate, ingerendo cibo contaminato da cisti (servono 10-20 cisti affinché si sviluppi giardiasi) o per contatto con residui fecali presenti su mani sporche. Le cisti di questo parassita sono resistenti alle concentrazioni di cloro utilizzate per la depurazione.

## Patogenesi
Le cisti di G. lamblia, una volta ingerite raggiungono lo stomaco la cui acidità provoca il rilascio dei trofozoiti che si diffondono nel duodeno e nel digiuno (intestino) dove si moltiplicano per mitosi. I trofozoiti possiedono un disco centrale che funziona come una sorta di ventosa e che utilizzano per aderire all'orletto a spazzola degli enterociti. Generalmente la moltiplicazione del parassita e la sua adesione all'epitelio intestinale provoca un'infiammazione ma non si verifica necrosi né il parassita migra in spazi extraintestinali.

## Clinica
G. lamblia provoca la giardiasi, una sindrome da malassorbimento, anche se una parte delle infezioni dove il numero di cisti ingerite è insufficiente rimane asintomatica oppure dà origine a diarrea più duratura del normale. Dopo un'incubazione media di 10 giorni (1-4 settimane) si verificano i tipici sintomi di un'infezione gastrointestinale con diarrea, flatulenza, crampi addominali e steatorrea provocata dal malassorbimento dei lipidi. L'infezione si risolve spontaneamente in 1-2 settimane nella maggior parte dei pazienti, ma in una minoranza, generalmente coloro che possiedono deficit a livello delle IgA, tende a cronicizzare con frequenti recidive.

## Diagnosi
La diagnosi si effettua mediante ricerca su feci con metodiche per parassitologia. Siccome questo parassita viene espulso in modo discontinuo si consiglia l'esame di almeno tre campioni prelevati in giorni differenti prima di considerare i risultati negativi. Nella diarrea si riscontrano sia cisti che trofozoiti, nelle feci solide generalmente solo cisti. È possibile inoltre ricorrere a test immunologici per la ricerca dell'antigene fecale.

## Terapia
Si somministrano metronidazolo o nitazoxanide c tinidazolo (in pazienti più fragili dove c'è il rischio di cronicizzazione), paromomicina (si usa in caso di gravidanza poiché gli altri hanno effetti cancerogeni negli animali), quinacrina o furazolidone.